# کویچی مادا
کویچی مادا (انگلیسی: Koichi Maeda؛ زادهٔ ۲۸ مهٔ ۱۹۹۱) بازیکن فوتبال اهل ژاپن است.